# Hoplismenus hemimelas
Hoplismenus hemimelas är en stekelart som beskrevs av Heinrich 1978. Hoplismenus hemimelas ingår i släktet Hoplismenus och familjen brokparasitsteklar. Inga underarter finns listade i Catalogue of Life.